# Antonio Labriola
Antonio Labriola (Cassino, 2 de juliol de 1843 - Roma, 12 de febrer de 1904) va ser un teòric marxista italià. Tot i ser un filòsof acadèmic i mai membre actiu de cap partit polític, el seu pensament va influir en diversos teòrics polítics italians a principis del segle xx, inclòs el fundador del Partit Liberal italià, Benedetto Croce i els líders del Partit Comunista italià, Antonio Gramsci i Amadeo Bordiga.

## Biografia
Labriola va néixer a Cassino (llavors als Estats Pontificis), fill d'un mestre d'escola. El 1861 va ingressar a la Universitat de Nàpols. Després de graduar-se, va romandre a Nàpols i va exercir la docència. Durant aquest període, es va interessar per la filosofia, la història i l'etnografia. A principis de la dècada de 1870, Labriola va col·laborar a diverses publicacions amb escrits que des d'aquest moment expressaven opinions liberals i anticlericals.
El 1874, Labriola va ser nomenat professor a Roma, on passaria la resta de la seva vida ensenyant, escrivint i debatent. Tot i que havia estat crític amb el liberalisme des de 1873, el seu pas cap al marxisme va ser gradual i no va expressar nítidament un punt de vista socialista fins al 1889. Va morir a Roma el 2 de febrer de 1904.

## Pensament
Molt influït per Georg Wilhelm Friedrich Hegel i Johann Friedrich Herbart, l'aproximació de Labriola a la teoria marxista va ser més oberta que la de teòrics com Karl Kautsky, molt més ortodoxos. Va veure el marxisme no com una esquematització final i autosuficient de la història, sinó com un conjunt d'indicacions per a la comprensió dels assumptes humans.
Aquests indicadors necessitaven ser una mica imprecisos si el marxisme havia de tenir en compte els complicats processos socials i la varietat de forces que intervenen en la història. S'hauria d'entendre el marxisme com una "teoria crítica", en el sentit que no hi veia veritats per a sempre, i estava disposat a abandonar les seves pròpies idees si l'experiència ho dictava així. La seva descripció del marxisme com a "filosofia de la praxi" tornaria a aparèixer als "Quaderns de la Presó" de Gramsci.

## Obra
- La dottrina di Socrate secondo Senofonte, Platone ed Aristotele, Napoli, Stamperia della Regia Università, 1871.
- Della libertà morale, Napoli, Tipografia Ferrante-Strada, 1873.
- Morale e religione, Napoli, Tipografia Ferrante, 1873.
- Dell'insegnamento della storia. Studio pedagogico, Roma, Loescher, 1876.
- Saggi intorno alla concezione materialistica della storia, Roma, Loescher, 1895.
- A proposito della crisi del marxismo, in "Rivista italiana di sociologia", a. 3., fasc. 3, maig 1899.
- Scritti varii editi e inediti di filosofia e politica, raccolti e pubblicati da Benedetto Croce, Bari, Laterza, 1906.
- Socrate, a cura di Benedetto Croce, Bari, Laterza, 1909.
- La concezione materialistica della storia, con un'aggiunta di B. Croce sulla critica del marxismo in Italia dal 1895 al 1900, Bari, Laterza, 1938.
- Tre prelezioni sulla storia e il materialismo storico; In memoria del Manifesto dei comunisti, Brescia, Studio Editoriale Vivi, 1945.
- Opere, a cura di Luigi Dal Pane,

I, Scritti e appunti su Zeller e su Spinoza (1862-1868), Milano, Feltrinelli, 1959.
II, La dottrina di Socrate secondo Senofonte, Platone ed Aristotele (1871), Milano, Feltrinelli, 1961.
III, Ricerche sul problema della libertà e altri scritti di filosofia e di pedagogia (1870-1883), Milano, Feltrinelli, 1962.Saggi sul materialismo storico, a cura di Valentino Gerratana e Augusto Guerra, Roma, Editori Riuniti, 1964; 1977; introduzione e cura di Antonio A. Santucci, 2000. ISBN 88-359-4842-8.Scritti politici. 1886-1904, a cura di Valentino Gerratana, Bari, Laterza, 1970.
- Del materialismo storico e altri scritti, Milano, M&B Publishing, 2004. ISBN 88-7451-059-4.
- Giordano Bruno. Scritti editi e inediti (1888-1900), Napoli, Bibliopolis, 2008. ISBN 978-88-7088-569-9.
- Tutti gli scritti filosofici e di teoria dell'educazione, Milano, Bompiani Il pensiero occidentale, 2014. ISBN 978-88-452-7560-9